# Antonio Stefano Balletti
Antonio Stefano Balletti, auch Baletti (* 1724 in Paris; † 9. März 1789 ebenda), war ein Schauspieler und Tänzer, der bis 1769, bzw. 1759 auf Bühnen in Frankreich, Italien und Deutschland stand.

## Leben
Er wurde als Sohn der gefeierten Angehörigen der Commedia dell’arte Giuseppe (1700–1762) und Rosa-Giovanna Balletti (1701–1758) geboren und am 14. Mai 1724 getauft. Von der Mutter und den Großeltern Elena und Luigi Riccoboni erhielt er eine ausgesuchte klassische Ausbildung. Zudem beherrschte er sowohl Italienisch als auch Französisch so gut, dass er in beiden Sprachen ab 17 Jahren auch in sprachlich anspruchsvollen Stücken auf der Bühne auftreten konnte.
Erstmals trat er am 1. Februar 1742 in der Komödie Petit-maître amoureux von Jean-Antoine Romagnesi in der Öffentlichkeit auf. Am 2. Mai 1744 trat er, wieder im Rahmen der Comédie italienne, als Ballerino zusammen mit der Debütantin Anna Veronese auf, der Schwester der bereits erfolgreichen Camilla.
Am 26. April 1746 brach Balletti nach Mailand auf, wo er als Tänzer und Choreograph arbeitete. Dort lernte er Giacomo Casanova kennen, der sich später erinnerte, Balletti habe „beaucoup de talent dans son métier, mais ce n’était que la dernière de ses qualités. Il était vertueux, il avait l’âme grande, il avait fait ses études, et il avait en tout l’éducation qu’on pouvait donner en France à un homme de condition“.
1748 oder 1749 debütierte Balletti in Mantua, wo er bis ins erste Halbjahr 1750 verweilte. Von dort zog es ihn nach Venedig, wo er im Teatro San Moisè auftrat. Er spielte im Stück Il paese della cuccagna (Schlaraffenland) des Polisseno Fegeio, wofür ihn der Komödiendichter Carlo Goldoni lobend hervorhob. Von seiner Familie zurückgerufen, reiste er wieder nach Paris, diesmal in Begleitung seines Freundes Casanova, der das Haus der Balletti nun häufig aufsuchte und sich später in die Schwester seines Gastgebers, in Manon verliebte.
Am 22. September 1750 trat er wieder mit Camilla Veronese als Angehöriger der italienischen Theatertruppe auf, so etwa in L’amant jardinier ou l’amusement de la campagne. Dabei trat er auch in Privathäusern, wie am 7. Juni 1756 im Haus der Madame Monconseil auf (Cécile-Thérèse de Monconseil). Später wurde diese Aufführung öffentlich, und auch diesmal mit großem Erfolg wiederholt. Im nächsten Jahr trat er zusammen mit seiner Schwester Maria Maddalena auf, die inzwischen als Manon Balletti berühmt war.
Doch am 13. September 1759 wurde er von einer Komparsin am Bein so schwer verletzt, dass er nie wieder auftreten konnte. Es handelte sich wohl um einen „Flintenschuss“ in den rechten Oberschenkel. Ursache war die Verwechslung einer nur mit Pulver geladenen Waffe mit einer scharfen. Allerdings rezitierte er noch ein Jahrzehnt lang. Am 23. Februar 1760 führte die Comédie italienne La servante maitresse auf, eine Aufführung, deren Einnahmen nur für ihn bestimmt waren (vgl. La serva padrona). Casanova, der ihn während seiner Pariser Zeit oft besuchte, vermerkte, Balletti hätte sich zunehmend mit kabbalistischen und alchemistischen Studien befasst, auf der Suche nach dem Stein der Weisen.
Balletti heiratete eine Figurantin – sie wurden bei der Oper nicht bezahlt, mussten zuweilen sogar für ihren Auftritt einen Obolus entrichten – namens Dulmagé. Er siedelte mit ihr 1762 für eine Zeit nach Wien über. Am 15. März 1769 zog er sich mit einer lebenslangen Pension von 1500 Dukaten von der Bühne zurück.

## Geschwister
Sein jüngerer, 1730 in Paris geborener Bruder Luigi Giuseppe, wurde ebenfalls Schauspieler und Tänzer, doch hielt er sich dabei von der Familie fern. Er wurde im September 1757 nach Stuttgart geholt. Dort lernte er 1767 gleichfalls Giacomo Casanova kennen, dem er zur Flucht aus dem Gefängnis verhalf. Luigi Giuseppe heiratete eine Tochter des Komikers Bernardino Vulcano und blieb in Stuttgart bis zu seinem Tod kurz vor dem Jahr 1788. Das Paar hatte eine Tochter namens Rosa, geboren um 1768, die als Sängerin in Stuttgart und spätestens ab 1788 bis 1792 in Paris reüssierte, und die sich nach der Ehe mit einem unbekannten Adligen bereits 1802 von der Bühne zurückzog.
Noch weniger ist über den jüngsten Bruder Guglielmo Luigi bekannt, der 1736 gleichfalls in Paris zur Welt kam. Auch er wurde Schauspieler und hielt sich zwischen 1756 und 1757 mit den französischen Komödianten am Hof des Kurfürsten von Bayern in München auf. Seine Frau Maria starb am 7. Januar 1759, während er in Wien auf der Bühne stand.

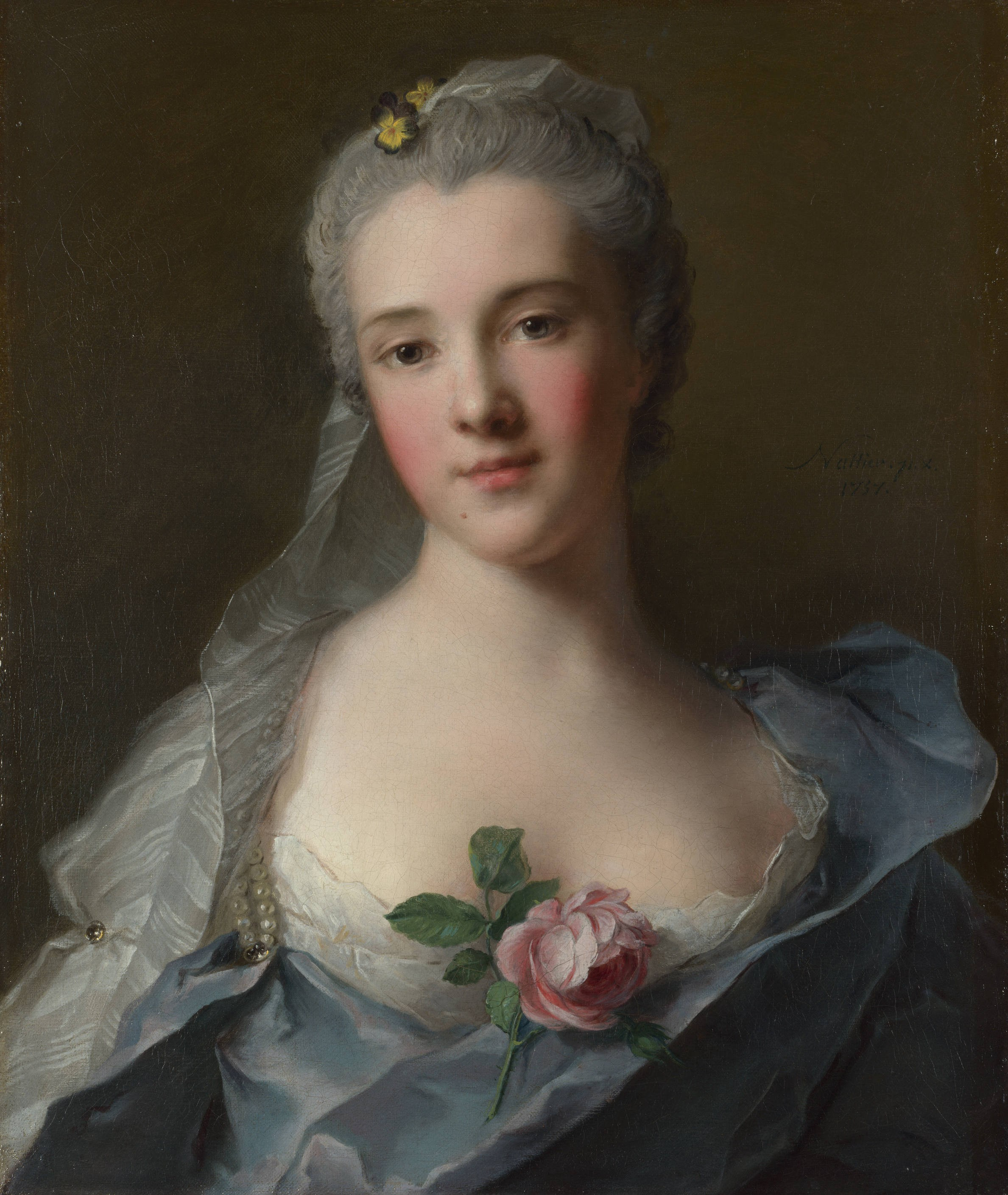
Jean-Marc Nattier: Die 1740 geborene Maria Maddalena Balletti, 1757. Sie war bekannt als Manon Balletti.

Das jüngste Kind des Giuseppe und der Giovanna, Antonio Stefanos Schwester Maria Maddalena, später bekannt als Manon, kam 1740 in Paris zur Welt. Nach Casanova hatte sie „tout ce qu’une tendre mère, et pleine d’esprit, peut donner à sa fille, et tout ce qui a du rapport aux talents, aux graces, à la sagesse et au savoir-vivre“. Casanova, der sie seit 1752 kannte, verliebte sich 1757 in sie. Von ihr stammen 40 Briefe an Casanova, die überliefert sind. Doch Casanova zögerte, sie zu heiraten, so dass sie es 1760 vorzog, einen zwanzig Jahre älteren Mann zu ehelichen. Sie starb bereits 1776.